# クラン・デ・ゴルフォ
クラン・デル・ゴルフォ(Clan del Golfo、英語: The Gulf Clan（湾岸クラン）、通称ロス・ウラベニョスもしくはクラン・ウスガ)は、コロンビアのゲリラ組織であり、現在同国最大規模の麻薬カルテル。BACRIMの1つ。
2006年までに解散した右翼準軍事組織コロンビア自衛軍連合（AUC）の残党が結成した後継組織「コロンビア・ガイタン主義自警団」（AGC）が前身。以前はロス・ウラベニョスまたはクラン・ウスガと呼ばれていた。組織名は暗殺されたコロンビアの政治家ホルヘ・エリエセル・ガイタンが由来。
FARCやELNのような左翼ゲリラだけでなく、同じBACRIMながら麻薬カルテルを母体とするロス・ラストロホスとも一時敵対していた。2011年後半、メデジンにおける麻薬取引を巡ってロス・ラストロホスに宣戦布告した。2021年現在、クラン・デル・ゴルフォはコロンビア最大の武装犯罪組織であり、2016年当時の構成員は約3,000人とみられている。
主な活動地域はアンティオキア県、スクレ県、コルドバ県であり、メデジンや首都ボゴタにも拠点を置いている。
メキシコの麻薬組織シナロア・カルテルやイタリアの犯罪組織ンドランゲタとも密接な関係を有しており、アルバニア・マフィアと麻薬の利益を山分けしていた。
2021年10月23日、組織の最高幹部ダリオ・アントニオ・ウスガ（通称オトニエル）がコロンビア治安当局に逮捕された。オトニエルはコロンビアにおける最重要指名手配犯の1人であり、コロンビア大統領イバン・ドゥケはクラン・デル・ゴルフォを「終わった」とし、「その寿命は残りわずかである」と述べた。